# Ditaxis dressleriana
Ditaxis dressleriana är en törelväxtart som först beskrevs av John William Ingram, och fick sitt nu gällande namn av Radcl.-sm. och Rafaël Herman Anna Govaerts. Ditaxis dressleriana ingår i släktet Ditaxis och familjen törelväxter. Inga underarter finns listade i Catalogue of Life.